# 3 Words
3 Words is een nummer van de Britse zangeres Cheryl Cole uit 2010, in samenwerking met de Amerikaanse Black Eyed Peas-rapper Will.i.am. Het is de tweede single en de titeltrack van Cole's debuutalbum.
Als opvolger van de wereldhit Fight for This Love werd ook "3 Words" in een aantal landen een hit, maar het succes van de voorganger werd nergens geëvenaard. In het Verenigd Koninkrijk bereikte het nummer de 4e positie. In de Nederlandse Top 40 werd een bescheiden 20e positie gehaald, terwijl het nummer in Vlaanderen geen hitlijsten bereikte.